# Pardosa lycosina
Pardosa lycosina là một loài nhện trong họ Lycosidae.
Loài này thuộc chi Pardosa. Pardosa lycosina được William Frederick Purcell miêu tả năm 1903.